# Electric Dragon 80.000 V
Pour plus de détails, voir Fiche technique et Distribution.
Electric Dragon 80.000 V est un film japonais réalisé par Sogo Ishii, sorti en 2001.

## Synopsis
Dragon Eye Morrison a été électrocuté lorsqu'il était enfant. Depuis, il communique avec les reptiles et libère toute l'énergie électrique concentrée en lui en s'épuisant sur sa guitare. Thunderbolt Buddha, un justicier foudroyé à l'adolescence, le provoque en duel. Pendant leur combat, Dragon et Thunderbolt se rechargent aux sources les plus diverses et iront même jusqu'à utiliser une centrale électrique.

## Fiche technique
- Titre : Electric Dragon 80.000 V
- Réalisation : Sogo Ishii
- Scénario : Sogo Ishii
- Production : Takenori Sentō
- Musique : Hiroyuki Onogawa
- Photographie : Norimichi Kasamatsu
- Montage : Shuichi Kakesu
- Décors : Toshihiro Isomi
- Pays d'origine : Japon
- Langue originale : Japonais
- Format : Noir et blanc - 1.85:1 - DTS / Dolby Digital - 35 mm
- Genre : Science-fiction
- Durée : 55 minutes
- Dates de sortie :
  - 31 janvier 2001 (festival de Rotterdam)
  - 21 juillet 2001 (Japon)

## Distribution
- Tadanobu Asano : Dragon Eye Morrison
- Masakatsu Funaki : Narrateur (voix)
- Masatoshi Nagase : Thunderbolt Buddha